# Vahl-Ebersing
Vahl-Ebersing è un comune francese di 567 abitanti situato nel dipartimento della Mosella nella regione del Grand Est.

## Società

### Evoluzione demografica
Abitanti censiti